# VTech Laser 700

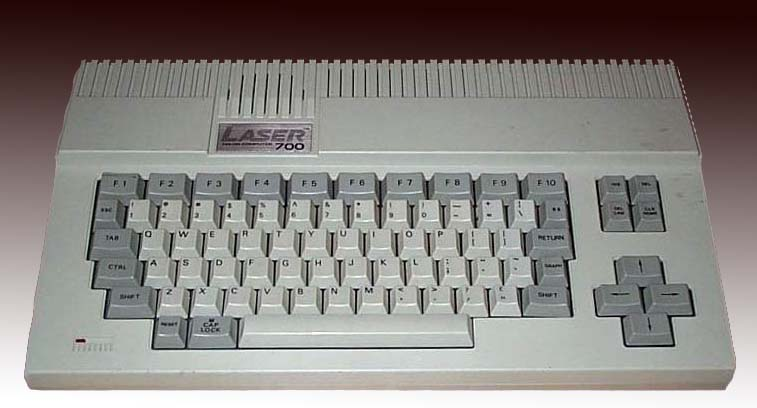
Video Technology Color Computer Laser 700.

El VTech Color Computer Laser 700 fue un ordenador doméstico fabricado por la compañía de Hong Kong Video Technology Ltd. y comercializado desde 1985 por todo el mundo .
La gama VTech Laser Computer Color 350/500/700/750 se basa en un diseño propio de Vtech, sustituye a los modelos previos VTech Laser 100 y VTech Laser 200 representa el intento de VTech de entrar en el mercado del ordenador personal Z80 compitiendo con los MSX que en ese momento tenían gran difusión con una máquina basada también en el Zilog Z80 pero con un diseño propio.
Junto al equipo se entregaba un manual de BASIC y juegos en casete como Frogger, Scramble, Space Invaders y Moon Patrol, un disquete de DOS y uno de CP/M80.

## Datos Técnicos
- CPU Zilog Z80 a 3,7 MHz
- ROM 32 kB conteniendo un Microsoft BASIC v3.0 y un ensamblador
- RAM 128 KB ampliables a 144 kB
- Conectores
  - Jack de interfaz de casete a 600 baudios
  - Conector RCA de video compuesto
  - Conector de borde de tarjeta para periféricos
  - Salida del modulador de televisión
  - Salida RGBI para conexión a Monitor
  - Salida paralela tipo Centronics
  - Interface RS232C (7 velocidades seleccionables por soft de 110 a 19200 baudios)

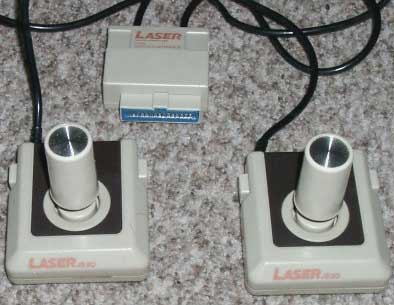
VTech JS20 Joysticks.

- Teclado mecánico de 77 teclas tipo QWERTY con 10 teclas de Función programables, CTRL , 2XSHIFT, RETURN y Barra espaciadora, INS / DEL / DEL LINE / CLS/ HOME, 4 teclas de cursor, bloqueo de mayúsculas con led indicador.
- Sonido pitidos, una voz y 3 octavas.

### Periféricos
- casete a 600 baudios DR30
- Unidad de disquete FD100 de 5'25 simple cara simple densidad de 140 Kb con un DOS propietario que llamaron VTech Disk Basic 1.0 y un CPM-80 V2.2.
- Joystiks JS20 con dos botones de disparo.
- Lápiz óptico LP20

## Mapa de memoria
Si bien el Z80 solo puede direccionar 64 Kb de memoria tiene la capacidad de paginar la memoria conectando bloques de 16 Kb que Vtech llama "bancos" del 0 al 9 a 4 puertos que son el &H40 a &H43, los bancos 0 y 1 corresponden a la [ROM] mientras los demás son asignados a la RAM obteniéndose hasta 144 Kb de memoria para el equipo. La instrucciones en lenguaje ensamblador: 
3E 08 LD A,08 /asigna el valor 08 al acumulador del Z80
32 68 86 LD (8668),A /guarda en el puntero del puerto &H43 el banco asignado
D3 43 OUT (43),A /Coloca el banco en el puerto
C9 RET /vuelve a la instrucción siguiente
Conectan el banco 8 al puerto &H43 dejando en la posición de memoria 8668 indicado que banco ha sido asignado al port.
| Posición Hexadecimal | Posición Decimal | Uso                  |
| -------------------- | ---------------- | -------------------- |
| &H803E               | 32830            | Topmem               |
| &H803D               | 32829            | Topmem               |
| &H839E               | 33694            | Pila                 |
| &H839D               | 33693            | Pila                 |
| &H839E               | 33694            | Strings              |
| &H83C2               | 33730            | Strings              |
| &H83C1               | 33729            | Espacio libre        |
| &H83ED               | 33773            | Espacio libre        |
| &H83EC               | 33772            | Variables Array      |
| &H83EB               | 33771            | Variables Array      |
| &H83EA               | 33770            | Variables Simples    |
| &H83E9               | 33769            | Variables Simples    |
| &H8042               | 32834            | Programa Basic       |
| &H8041               | 32833            | Programa Basic       |
| &H8040               | 32832            | Variables de Sistema |
| &H803F               | 32821            | Variables de Sistema |

## Video
La memoria de vídeo son 16 Kb que se toman de la RAM en el Banco 7. 
La salida de video es de 1V p-p a 75 ohms video compuesto y con sincronismo negativo. La salida RF es de lmV con 75 ohms VHF en canal 1 (57.25MHz) codificada PAL.
Los modos de video son de texto y de gráficos.

### Los modos de texto
- 40 × 24 en 16 colores
- 80 × 24 en 2 colores entre 16

### Los modos gráficos
- GR0 = 160 × 96 con 16 colores
- GR1 = 160 × 192 con 2 colores entre 16
- GR2 = 320 × 192 con 2 colores entre 16
- GR3 = 160 × 192 con 16 colores
- GR4 = 320 × 192 con 4 colores entre 16
- GR5 = 640 × 192 en 2 colores entre 16

En todos los modos gráficos se conecta primero el Banco 7 en un puerto y a partir de la primera posición de memoria se tienen 64 (64×3=192) líneas de 240 bytes divididas en 3 partes de 80 bytes (64×240=15360 bytes o 15 KB) cada una, la primera en el tercio superior de la pantalla, la segunda en el medio y la última en el tercio inferior. En GR5 cada punto de la pantalla se mapea en el bit correspondiente del byte (el bit menos significativo corresponde al primer punto desde la izquierda), si el bit está a uno el punto toma el color seleccionado como color frontal y si esta a cero como color de fondo. Por lo tanto en GR5 se tienen 80×8=640 puntos por cada línea horizontal.En GR3 cada punto queda determinado por un Nibble codificado el color por el sistema RGBI en cuatro bits. Como cada una de las 192 líneas está representada por 80 bytes se obtienen 160 puntos con 16 colores en cada uno.
Mientras en GR4 cada punto queda representado por dos bits lo que da 4 colores posibles por punto.

### Emuladores
- MESS permite hacer la emulación de la Laser 700 en PC

- Datos: Q6158469
- Multimedia: VTech Laser computer / Q6158469